# 海斯鎮區 (堪薩斯州富蘭克林縣)
海斯鎮區（英語：Hayes Township）為位在美國堪薩斯州富蘭克林縣的鎮區。2010年美国人口普查中該鎮區人口有393人。

## 地理
海斯鎮區涵蓋面積77.2平方（29.8平方英里），境內無城鎮及非建制地區。
該鎮區有東福克陶伊溪（East Fork Tauy Creek）、中福克陶伊溪（Middle Fork Tauy Creek）以及斯普林溪（Spring Creek）等溪流通過。

## 人口統計
根據2010年美國人口普查，海斯鎮區人口有393人，人口密度為5.08人/平方公里。種族組成方面，98.98%為白人；0%為非裔美洲人；0%為美洲原住民；0%為亞洲人；0%為太平洋島民；0.25%為來自其他種族；另外有0.76%來自兩個或以上的種族。而其他族裔如西班牙裔美國人或拉丁美洲人等佔該鎮區人口的1.02%。

## 外部連結
- USGS Geographic Names Information System (GNIS) （页面存档备份，存于）
- US-Counties.com
- City-Data.com （页面存档备份，存于）